# Juan Gutiérrez Palacios Puga
Juan José Gutiérrez Palacios Puga (n.   21 de noviembre de 1779 -   julio de 1840) fue un político y jurista chileno.
Estudió con los jesuitas y en 1799 obtuvo su bachillerato en Leyes y Teología del Colegio Carolino, posteriormente logró el bachillerato en Filosofía de la Universidad de San Felipe (1805).
Fue parte de la causa patriota en la Primera Junta Nacional de Gobierno. Durante la Reconquista Española viajó a Europa, viviendo en Francia y Portugal. Retornó en 1818, tras el triunfo patriota y el establecimiento del nuevo gobierno de Bernardo O’Higgins.
Miembro de la ideología pelucona, en 1828 fue Diputado suplente por Chillán, cargo al que nunca se incorporó en propiedad, siendo un opositor de la Constitución liberal dictada ese año.
Elegido Diputado por Los Ángeles en 1831 y en 1834, perteneció en estos períodos a la Comisión permanente Calificadora de Poderes. En 1837 es electo Diputado por Concepción, integrando la Comisión de Negocios Eclesiásticos.
En 1840 fue elegido Diputado propietario por Parral, pero falleció antes de asumir, por lo que le reemplazó el suplente Pedro Urriola Balbontín.